# اس‌اس ادمیرال هاردی
اس‌اس ادمیرال هاردی (به انگلیسی: SS Admiral Hardy) یک کشتی بود. این کشتی در سال ۱۹۴۴ ساخته شد.